# Телиш
Телѝш е село в Северна България. То се намира в община Червен бряг, област Плевен.

## География
Селото се намира на 22 km от общинския център Червен бряг, на 35 km от областния център Плевен и на 130 km от столицата София. Гара на железопътната линия София-Варна.

## История
В местността „Редутите“ се намират останките от праисторическо селище от каменно-медната и ранно-бронзовата епоха. Селището е изцяло проучено от археологът Венцислав Гергов. Открити са миниатюрни глинени модели на жилища, които позволяват да се установи как са изглеждали реалните жилища отвън и отвътре. Древните хора първоначално заравнявали площадката, в която вкопавали основите. Стените, с дебелина до 40 cm, се оформяли от дървена конструкция, която плътно се облицовала със смес от кал и слама. Чрез тази древна глинобитна техника били изработвани стабилни къщи, в които през лятото е прохладно, а през зимата – топло. Задължителна част от вътрешното обзавеждане била домашната пещ, която обикновено разполагали срещу входа. До нея имало рафтове за глинените съдове, а вдясно от вратата се намирала „спалнята“. Край пещта се разполагали хромелните камъни за мелене на зърното. При проучването са намерени още глинени модели на маси, столове, както и една богато украсена детска люлка. Грънчарството е било повече от занаят – съдовете са умело украсени с геометрични мотиви, нанесени с графит. Особено интересни са многобройните глинени идоли. Много от съдовете и култовите предмети и статуетки имат висока художествена и естетическа стойност. От селището произхожда най-богатата колекция от така наречените „Богини, седящи на трон“. Те са изработени от фино пречистена глина (теракота) и представляват женски фигури, тържествено разположени върху трон с къса облегалка и кръгла основа. Лицата на богините са триизмерни, носът е подобен на клюн, а около очите са останали следи от цветна украса. Изследователите смятат, че това са фигурки на Великата богиня-майка, почитана като Закрилница на рода и плодородието. С нейния култ се свързва и откритият в едно от жилищата глинен олтар. В праисторическото селище са установени костни останки от над 18 вида диви и домашни животни, обекти на лова и животновъдството от древните му обитатели. По-голям интерес представляват изчезналите диви говеда тур (Bos primigenius), тарпан (див кон) (Equus ferus ferus) и речен бобър (Castor fiber). Сред останките от птици палеоорнитологът проф. Златозар Боев е открил кости от скален орел (Aquila chrysaetos) – вероятно птица с тотемно-ритуално значение по онова време.
Телиш е възникнал като селище на кръстовището на стари римски пътища. До 1878 г. името му е Телим.
През Руско-турската война (1877-1878) край селото са построени две турски табии (редути), които са охранявали пътят София-Плевен по който Осман паша е получавал войски, храни и боеприпаси. С цел да обсади напълно Осман паша в Плевен, руската армия атакува на 12 октомври 1877 г. едновременно укрепените пунктове при Телиш, Горни Дъбник и Долни Дъбник. В този ден е превзет Горни Дъбник, но в „Битката при Телиш“ русите търпят поражение. Загубите им са над 900 души. Телишкият гарнизон се предава едва след четири дни на 16 октомври, когато е обкръжен отвсякъде. Телата на убитите войници са погребани в три масови гроба, най-известният от които е Черният паметник.

## Паметници
| № | паметник на                      | в памет на | местонахождение                                   | изображения | изображения | изображения |
| - | -------------------------------- | --- | ------------------------------------------------- | ----------- | ----------- | ----------- |
| 1 | Лейбгвардейски егерски полк      | полковник Мебес капитан Базилевский 2-ри поручик Перепелицин 2-ри поручик Кашерининов подпоручик Шилдбах подпоручик Романов подпоручик фон-Смит прапорщик Гресбек | с. Телиш GPS координати 43°19′35.8″N 24°16′05.9″E |             |             |             |
| 2 | Лейбгвардейски егерски полк      | 674 нисши чина | с. Телиш GPS координати 43°19′31.8″N 24°16′13.3″E |             |             |             |
| 3 | Лейбгвардейски егерски полк      | 674 нисши чина | с. Телиш GPS координати 43°19′33.5″N 24°16′16.5″E |             |             |             |
| 4 | 3 бат./1 ЛГ артилерийска бригада | бомбардир Симеон Антимов канонир Кузма Пашкевов | с. Телиш GPS координати 43°19′35.4″N 24°16′06″E   |             |             |             |

### Кмет на Телиш
- Нели Дакова – (ССД)

## Религии
Православният храм „Св. Димитрий“ е изграден през 1899 г.
Храмов празник 26 октомври – Димитровден.

## Културни и природни забележителности
Селото има прекрасен релеф (слабо изразен Предбалкан) граничи с два огромни язовира осигуряващи приятни мигове за запалените въдичари. По-големият язовир, наречен от местните Дъбнишки, е невероятно място удобно за прекарване на приятни мигове сред природата практикуване на водни спортове и разбира се риболов. Разпростира се от края на с. Телиш до началото на с. Горни Дъбник. В язовира може да се хване каракуда, бяла риба/смадок/, уклеи, толстолоб и др.

## Икономика
В селото се намира първата и по-стара винарска изба (от двете съществуващи) на фирма „Телиш“ АД. Фирмата е специализирана в производството на висококачествени червени вина от класическите френски сортове Мерло и Каберне совиньон.

## Известни личности
ст.н.с I ст.(проф.) Цвятко Христов Василев (1924 – 1986)
проф. д-р инж. Константин Миронов Тасев
проф. Гено Йончев Грозев
Петър Данаилов – оперен певец
агр. Марин Маринов (Фараончето) – общественик, читалищен активист, дарител; поет и драматург
Димитър Стефанов Стоянов – многократен републикански и балкански шампион по фехтовка (шпага)
полк. доц. д-р инж. Добрин Маринов Диков – офицер от Генералния щаб, автор на редица сериозни разработки в областта на комуникациите
доц. д-р Йордан Калчев – НСИ
Стоян Михайлов – местен общественик, допринесъл за развитието на селото
Людмил Христов – спортен журналист, зам.-гл. редактор на в. „Меридиан Мач“
Димитър Николов Бойновски – поет (1928 – 2005)
Александър Калчев – поет
доц. д-р Дафинка Ангелова – ръководител катедра „Математика и информатика“ при ВСУ „Любен Каравелов“ София

## Други
Скала Телиш край остров Ливингстън, Южни Шетландски острови е наименувана в чест на село Телиш.